# Ustanička ulica (2012.)
Ustanička ulica (srp. Устаничка улица) je srpski film iz 2012. godine. Režirao ga je Miroslav Terzić po scenariju Đorđa Milosavljevića i Nikole Pejakovića.
Film je svoju premijeru imao u Beogradu 13. ožujka 2012. godine.